# Armando Tavares de Sousa
Armando Tavares de Sousa (Belém (Lisboa), 19 de Janeiro de 1912 - Coimbra, 25 de Outubro de 2009) foi um médico e professor catedrático da Universidade de Coimbra, destacado pelas suas contribuições na área da Histologia. Era conhecedor profundo dos temas ligados à hipófise, método de coloração tano-férrico de Abel Salazar, medula adrenal, mucosa gástrica, inter-sexualidade e enervação simpática e parasimpática.
Reconhecido pela sua clarividência mental e rigor de julgamento, Armando Tavares de Sousa era uma presença constante no seu gabinete na Faculdade de Medicina da Universidade de Coimbra, reflectindo a sua dedicação ao espírito científico e trabalho durante a sua carreira.

## Biografia
Doutor Armando Tavares de Sousa, filho de Dr. Acácio Armando de Sousa e de Maria de Lurdes Tavares de Sousa nasceu na freguesia de Belém em Lisboa a 19 de Janeiro de 1912. 
Frequentou o Liceu Alexandre Herculano na cidade do Porto onde frequentou o curso geral e o curso complementar de ciências, com 18 e 17 valores respectivamente.
No ano de 1928 iniciou o curso médico na Universidade do Porto com elevadas qualificações, tendo no final do seu segundo ano pedido transferência para a Universidade de Coimbra.
Obteve o grau de licenciatura em Medicina a 16 de Novembro de 1934  com a classificação de 18 valores.
Após a licenciatura tirou os cursos de Climatologia e Hidrologia com 18 valores e o curso de Medicina Legal com 19 valores.
Foi aluno de Geraldino Baltazar da Silva Brites, Augusto Celestino da Costa e de Abel Salazar, tendo aprendido com este o Método de coloração tano-férrico de Salazar. 
Prosseguiu executando vários estágios no Instituto de Hidrologia e Embriologia da Faculdade de Medicina da Universidade de Lisboa, orientado pelo Professor catedrático Augusto Celestino da Costa.
Obteve o grau de doutoramento em 1943  pela Faculdade de Medicina da Universidade de Coimbra com a dissertação "Estudos de Citologia Hipofisária", tendo sido aprovada por unanimidade e sendo também citada internacionalmente.
Embarcou posteriormente numa série de estágios em universidades europeias com o propósito de desenvolver os seus conhecimentos nas áreas da Histoquímica, da Citologia, Histologia e Embriologia, tendo aprendido no Instituto Cajal em Madrid, tecnicas de impregnação argêntica de fibras nervosas.
Em 1948 candidata-se à posição de Professor Extraordinário do 1º grupo da Faculdade de Medicina de Coimbra, com a lição intitulada "A mucosa gástrica - histologia, citologia e histofisiologia". Após candidatura a este concurso, no qual foi aprovado por unanimidade foi-lhe também entregue a regência e direcção da cadeira de Histologia e Embriologia da Faculdade de Medicina.
Em 1951 candidata-se a Professor Catedrático, sendo aprovado por unanimidade.
No ano de 1955 inicia também a regência da cadeira de História da Medicina, tendo sido autor do livro "Curso de História de Medicina, das origens aos fins do século XVI", esgotado na sua primeira edição.
Num despacho datado de 20 de Outubro de 1975, Armando Tavares de Sousa faz um pedido de aposentação prematura por motivos pessoais. Recebe a sua jubilação  a 19 de Janeiro de 1982.
O agravamento do quadro clínico levou ao longo dos anos a uma deterioriação das capacidades visuais, tendo levado em última instância à cegueira. "O progressivo agravamento das dificuldades visuais" tornava "impraticável a simples leitura". Não obstante manteve até aos últimos dias lucidez mental que lhe permitia discussões sobre os mais variados tópicos que foi desenvolvendo ao longo da sua carreira.
Falece rodeado da sua família no dia 25 de Outubro de 2009 na cidade de Coimbra.

## Contribuições
Ao longo da sua carreira científica foi autor de vários trabalhos científicos e participante em vários congressos quer a título nacional como internacional.   
Utilizando o Método de Abel Salazar, António Tavares de Sousa demonstrou os locais onde se produziam octopeptídeos hipofisários, vasopressina e ocitocina.  
- Histologia e Embriologia (1935-1937), assistente;[1]
- Neurologia (1937-1940), assistente;[1]
- Histologia e Embriologia (1940-1943), assistente;[1]
- Histologia e Embriologia (1944), 1ºassistente;[1]
- Histologia e Embriologia (1948-1952), prof. extr.;[1][9]
- Histologia e Embriologia (1952- 1975), prof. catedrático.[1] [2] [10]
- Director do Instituto de Histologia e Embriologia (1952);[1] [2]
- Bibliotecário da Faculdade de Medicina (1964- 1973);[1] [11]
- Director da Secção de Histologia do Centro de Estudos Morfológicos do Instituto Anatómico;[1]
- Bolseiro em múltiplas instâncias do Instituto de Alta Cultura;[1]
- Presidente da Sociedade Portuguesa de Microscopia Electrónica;[1] [12]
- Membro da Sociedade Anatómica Portuguesa;[1]
- Membro da Sociedade Portuguesa de Biologia;[1]
- Membro da Sociedade Portuguesa de Endocrinologia;[1]
- Membro do Instituto Brasileiro de História da Medicina;[1]
- Membro da Association des Anatomistes;[1]
- Membro do Instituto de Coimbra;[1]
- Comendador da Ordem de S. Silvestre.[1]

## Citações
- "A melhor homenagem que podemos prestar aos homens de ciência do passado é conhece-los e dá-los a conhecer aos vindouros, fazendo justiça às qualidade do seu espírito e ao valor das suas realizações, ou dos seus esforços quantas vezes esterilizados pela hostilidade do meio."
- "Se a História da Medicina pode ser considerada um "luxo" na educação médica, se trata todavia, quando correctamente entendida, de um "luxo indispensável" se nos não  contentarmos com um nível medíocre dessa educação. O desprezo pela História da Ciência não constitui título de engrandecimento nem sinal de capacidade progressiva." [13] [3]
- "Quem ensina tudo o que sabe, ensina mais do que o que sabe."